# كرسول متشجر
كرسول متشجر (الاسم العلمي:Crassula arborescens) هو نوع من النباتات يتبع جنس الكرسول من الفصيلة الكرسولية.

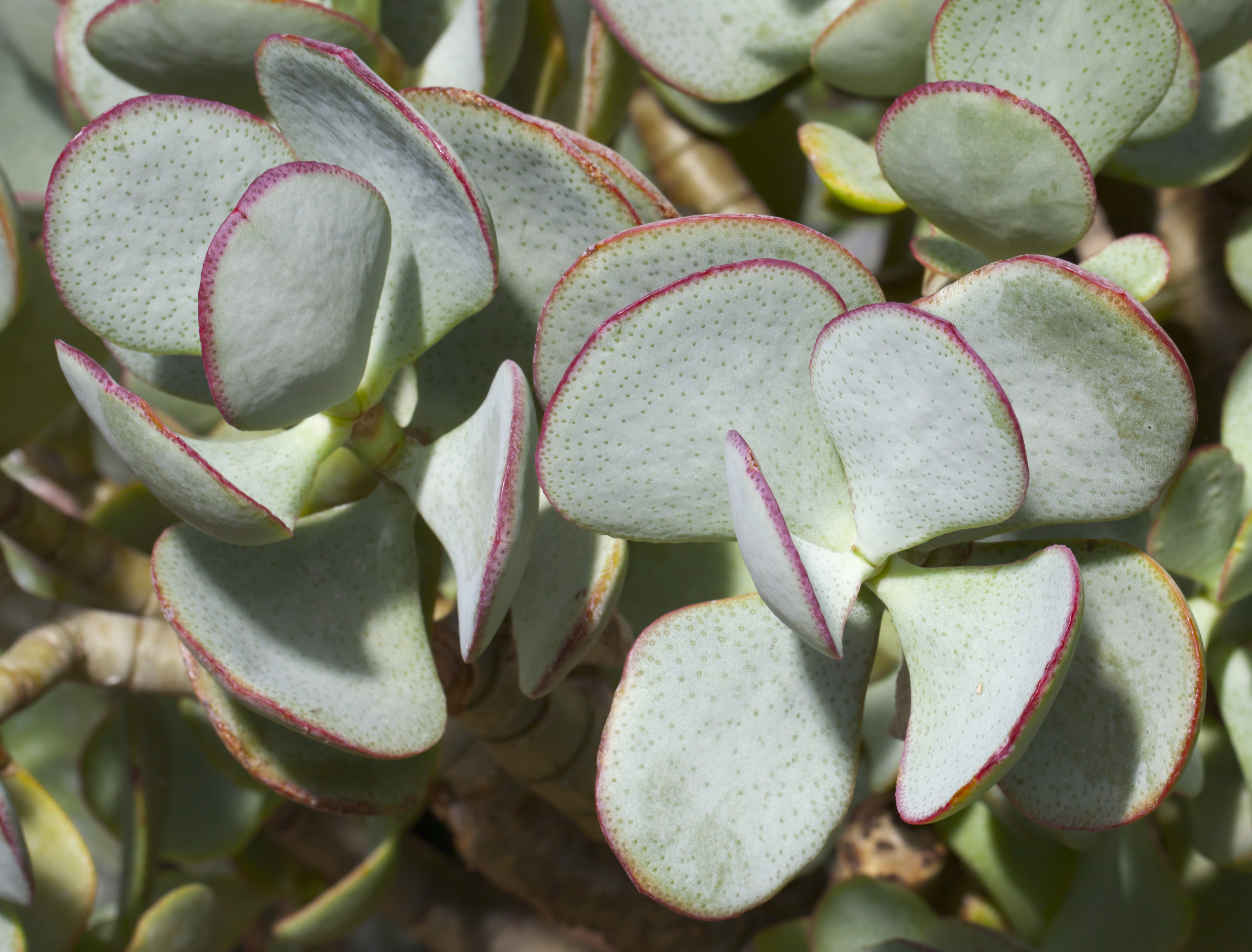
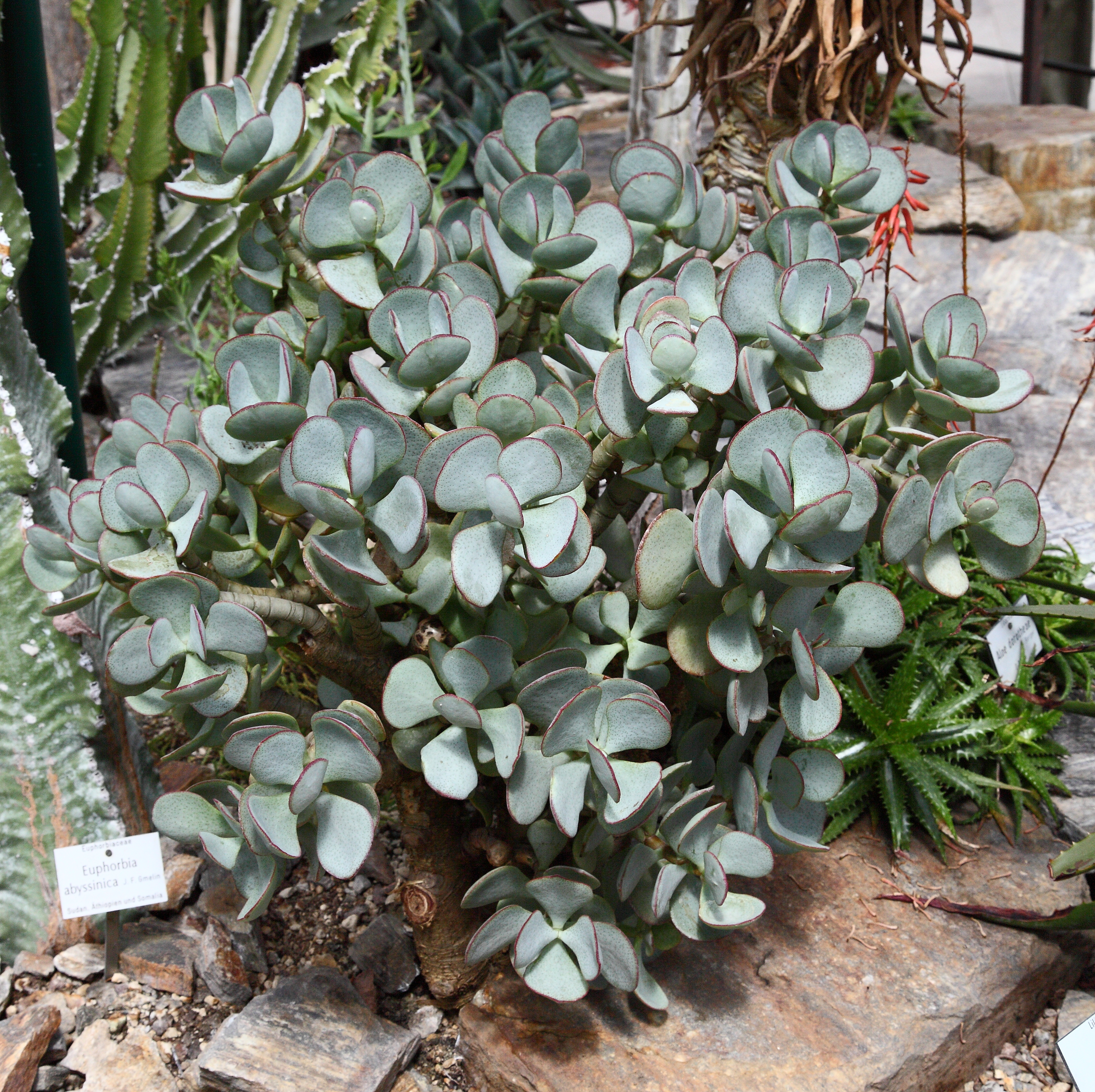
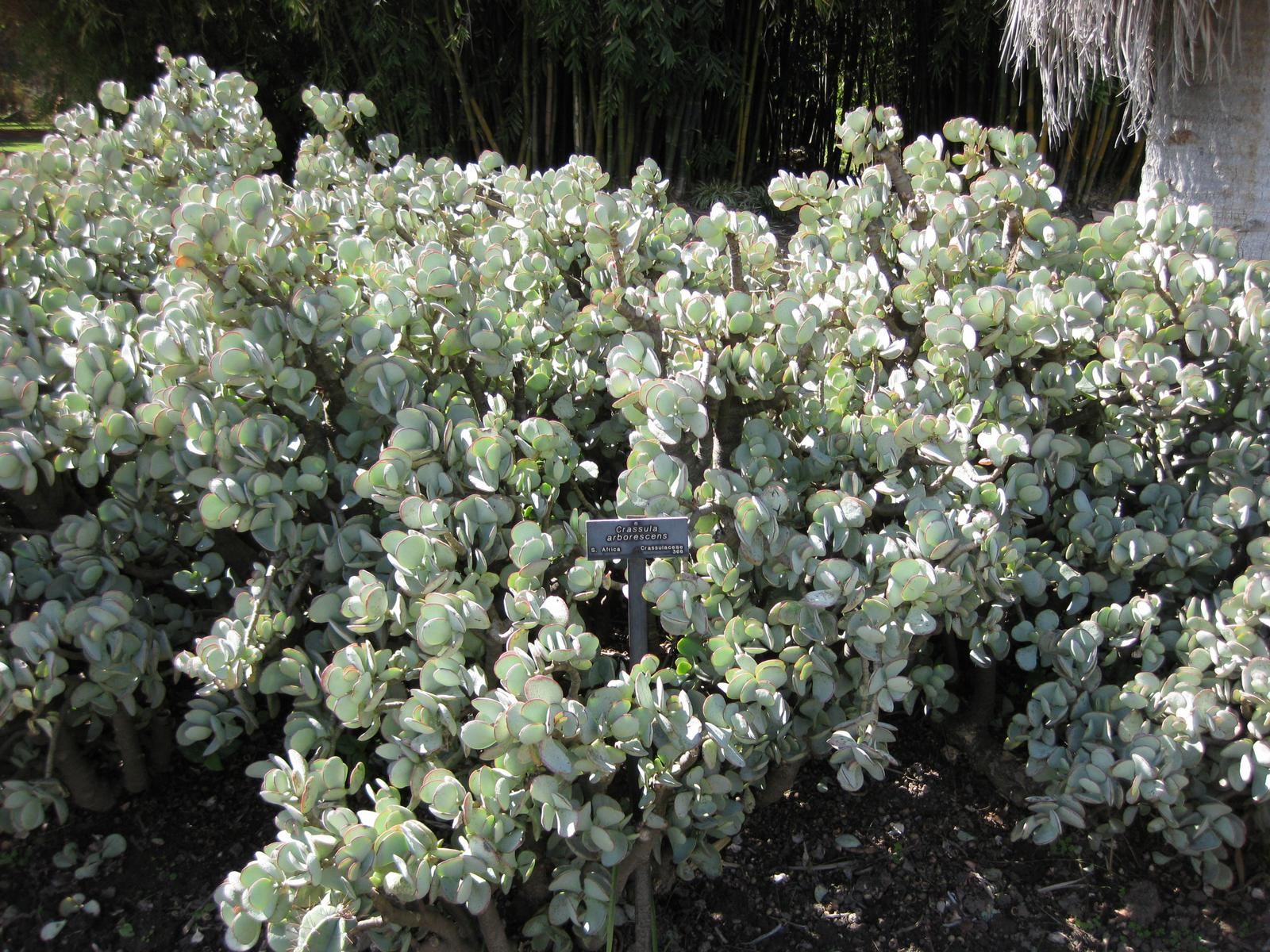